# ماریا پاکوم
ماریا پاکوم (انگلیسی: Maria Pacôme؛ ۱۸ ژوئیه ۱۹۲۳ – ۱ دسامبر ۲۰۱۸) بازیگر سینما، نمایشنامه‌نویس و بازیگر تئاتر اهل فرانسه بود.
از فیلم‌ها یا برنامه‌های تلویزیونی که وی در آن نقش داشته‌است می‌توان به ژاندارم سن-تروپه، دردسرهای یک چینی در چین و یک ماجراجو در تاهیتی اشاره کرد.